# Соломин, Лейба
Лейб Соло́мин (лит. Leiba Solominas, псевдонимы Петрович, Пранас; 1 июля 1914, Ионава — 3 февраля 1973, Каунас) — деятель литовского революционного движения, партизан Великой Отечественной войны.
Еврей. Член КПСС (с 1934 года; до октября 1940 года — в Компартии Литвы). В 1929 году вступил в литовский комсомол, с 1932 года — секретарь Ионавского районного комсомола Литвы. С 1934 года — нелегальный член Центрального Бюро Профсоюзов. В 1936—1937 годах — инструктор Каунасского райкома Коммунистической партии Литвы. Организатор первой общественно-политической забастовки в Каунасе, в 1937 году семь раз был наказан в административном порядке.
Во время немецкой оккупации руководил антифашистской борьбой в Каунасе и Каунасском уезде.
В 1944—1961 годах — на партийной работе. В 1953 году окончил Высшую партийную школу при ЦК КПСС. С 1961 года преподавал в Каунасском политехническом институте. До восстановления независимости Литвы на доме по адресу Траку 20 в Каунасе была мемориальная доска о том, что в этом доме жил Лейба Соломин.

## Семья
- Жена — Любовь Соломина.